# Mindszent
Mindszent – miasto w południowej części Węgier, w komitacie Csongrád w powiecie Hódmezővásárhelyi. Liczy 6772 mieszkańców (styczeń 2011).

## Historia
Wychował się tu József Pehm, późniejszy prymas Królestwa Węgierskiego. W konspiracji przyjął od swojego miejsca pochodzenia nazwisko, pod którym był znany jako biskup.